# Селевк Боспорский
Селевк (греч. Σέλευκος; умер в 429 до н. э./428 до н. э.) — правитель Боспорского царства в 433/432—429/428 годах до н. э. Упоминается только Диодором Сицилийским.
В связи с тем, что годы правления Селевка накладываются на годы правления следующего царя Сатира I, В. В. Латышевым было высказано предположение о том, что Селевк возник в результате ошибки Диодора или позднего переписчика. В связи с этим имя Селевка не упоминалось при перечислении царей Боспора.
В последнее время учёные склоняются к тому, что Селевк был соправителем Сатира I, так как институт соправительства был распространён в Боспорском царстве. В таком случае, Селевк должен быть сыном Спартока I и братом Сатира I.
С другой стороны, Диодор не указывает на родственные отношения между Селевком и другими Спартокидами, что может свидетельствовать о тираническом характере его власти. Маловероятно, чтобы Селевк мог происходить из предыдущей династии Археанактидов. Не исключено, что он мог быть регентом при малолетнем наследнике.
Характер власти и обстоятельства правления этого царя в настоящее время являются предметом научной дискуссии.